# Seigo Kobayashi
Seigo Kobayashi (født 8. januar 1994) er en japansk fodboldspiller, som spiller for den japanske fodboldklub Oita Trinita.